# Mi'ilya
Mi'ilya (em árabe: معليا, em hebraico:  מִעִלְיָא) é um conselho local no oeste da Galiléia, no Distrito Norte de Israel. Seu nome durante a era do Reino de Jerusalém na Galiléia era Castellum Regis. Em 2019, tinha uma população de 3,244, todos os quais são católicos gregos melquitas. A cidade está localizada imediatamente a noroeste de Ma'alot-Tarshiha.

## História
Escavações arqueológicas em Mi'ilya dão indicações de habitações do final da Idade do Bronze e Idade do Ferro, bem como dos períodos helenístico, romano, bizantino, cruzado, mameluco e otomano.

### Período das cruzadas
No período das Cruzadas, Mi'ilya foi mencionada pela primeira vez em 1160, quando ela e várias aldeias vizinhas foram transferidas para um Cruzado chamado Iohanni de Caypha (Johannes de Haifa).
Em 1179 a viscondessa Petronella do Acre vendeu as casas, vinhas e jardins de Mi'ilya ao conde Joscelino III, tio de Balduíno IV, e em 1183, Balduíno IV transferiu uma casa que comprou em Mi'ilya do escriba, João de Bogalet, além de outras posses nas proximidades de Mi'ilya ao mesmo tio, Joscelino III.
No entanto, em 1187 Mi'ilya (incluindo seu castelo) caiu nas mãos de Saladino. Em 1188, foi concedido por Conrado de Monferrato aos pisanos que defendiam o Acre, mas não está claro se eles alguma vez tomaram o controle dele.
Em 1220, a filha de Joscelino III, Beatrix de Courtenay, e seu marido Otto von Botenlauben, conde de Henneberg, venderam Mi'ilya aos Cavaleiros Teutônicos em 31 de maio, pela soma de 7.000 marcos de prata. Isso incluía Mi'ilya com suas dependências e um terço do feudo de São Jorge. Em 1228, o neto de Joscelino III, Jaime de Mandale, vendeu sua parte aos Cavaleiros Teutônicos.
Entre 1220 e 1243, os Cavaleiros Teutônicos compraram várias propriedades de proprietários privados ao redor do castelo.
Outro documento do ano 1257 menciona uma casa e outras propriedades em Mi'ilya que pertenciam ao bispo de Akko.
Em 1268/71 Mi'ilya foi conquistada por Baibars.

### Período otomano

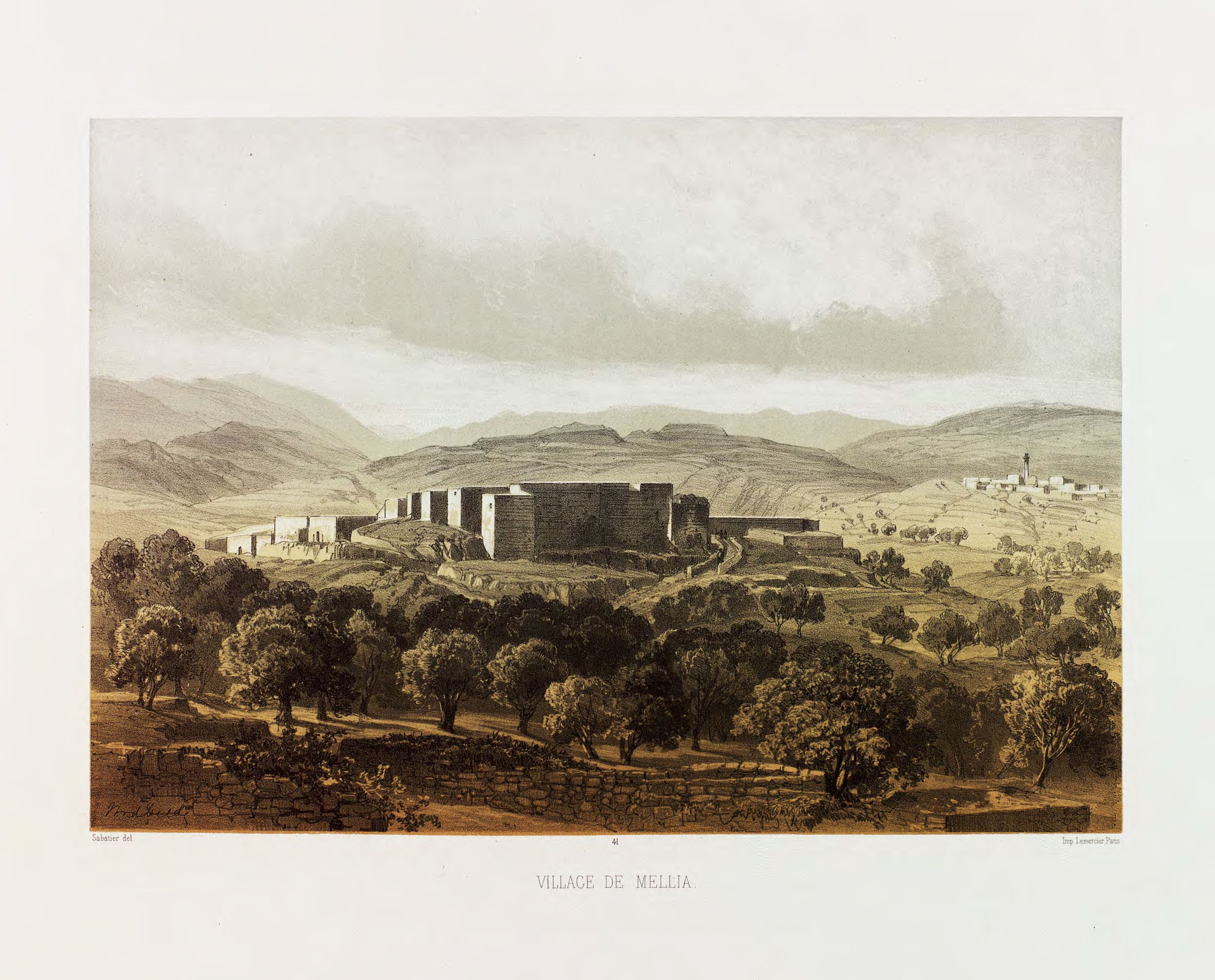
Mi'ilya, em 1851, por van de Velde

Em 1596, Mi'ilya apareceu nos registros fiscais otomanos como pertencente ao Anaia de Akka de Liwa Safad, com uma população de 15 famílias muçulmanas e 2 famílias cristãs. Os aldeões pagavam uma taxa fixa de imposto de 25% sobre vários produtos agrícolas, incluindo trigo, cevada, azeitonas e cabras ou colmeias, um total de 2.151 akçe.
Em 1838, Mi'ilia era considerada uma vila no distrito de El Jebel, localizado a oeste de Safed.
No Levantamento do FPE de 1881 sobre a Palestina Ocidental, Mi'ilya foi descrita como uma grande e bem construída vila de pedra, contendo 450 cristãos, cercada por oliveiras e terras aráveis.
Uma lista da população de cerca de 1887 mostrou que Mi'ilia tinha cerca de 775 habitantes, todos cristãos.

### Período do mandato britânico
No censo da Palestina de 1922 realizado pelas autoridades britânicas, Mi'ilya tinha uma população de 442 habitantes; 429 cristãos e 13 muçulmanos. Dos cristãos, 3 eram ortodoxos, 2 católicos e 424 católicos gregos ( Melquitas ). A população havia aumentado no censo de 1931 para 579; 553 cristãos, 25 muçulmanos e 1 druso, em um total de 138 casas.
Nas estatísticas de 1945, a população havia aumentado para 900; 790 cristãos e 110 muçulmanos, enquanto a área total de terra era de 29.084 dunams, de acordo com um levantamento oficial de terras e população. Destas, 1.509 dunams foram alocadas para plantações e terras irrigáveis, 2.883 enquanto 123 dunams foram classificadas como áreas construídas.

### Estado de Israel
No início de 1948, a vila sofreu com a escassez de alimentos e o assédio das áreas judias vizinhas. Foi capturada pelas Forças de Defesa de Israel durante a Operação Hiram no final de outubro. Após uma breve luta, a maior parte da população fugiu para o campo. No dia seguinte, o comandante local das FDI permitiu que eles voltassem para suas casas. Esta foi uma das poucas ocasiões em que os aldeões tiveram permissão para voltar às suas aldeias depois de terem partido. Em janeiro de 1949, alguns aldeões de Mi'ilya foram expulsos para Jenin. Eles reclamaram de terem sido roubados por soldados israelenses durante a deportação. O Ministério para Assuntos das Minorias informou que mais 25 aldeões foram expulsos em março por serem suspeitos de passar informações ao inimigo. Mi'ilya foi reconhecida como um conselho local em 1957. A população árabe permaneceu sob a lei marcial até 1966.

## Transporte
Mi'ilya está localizada na Rodovia 89, que conecta Nahariya com Elifelet via Safed.

## Marcos

### Castelo do Rei

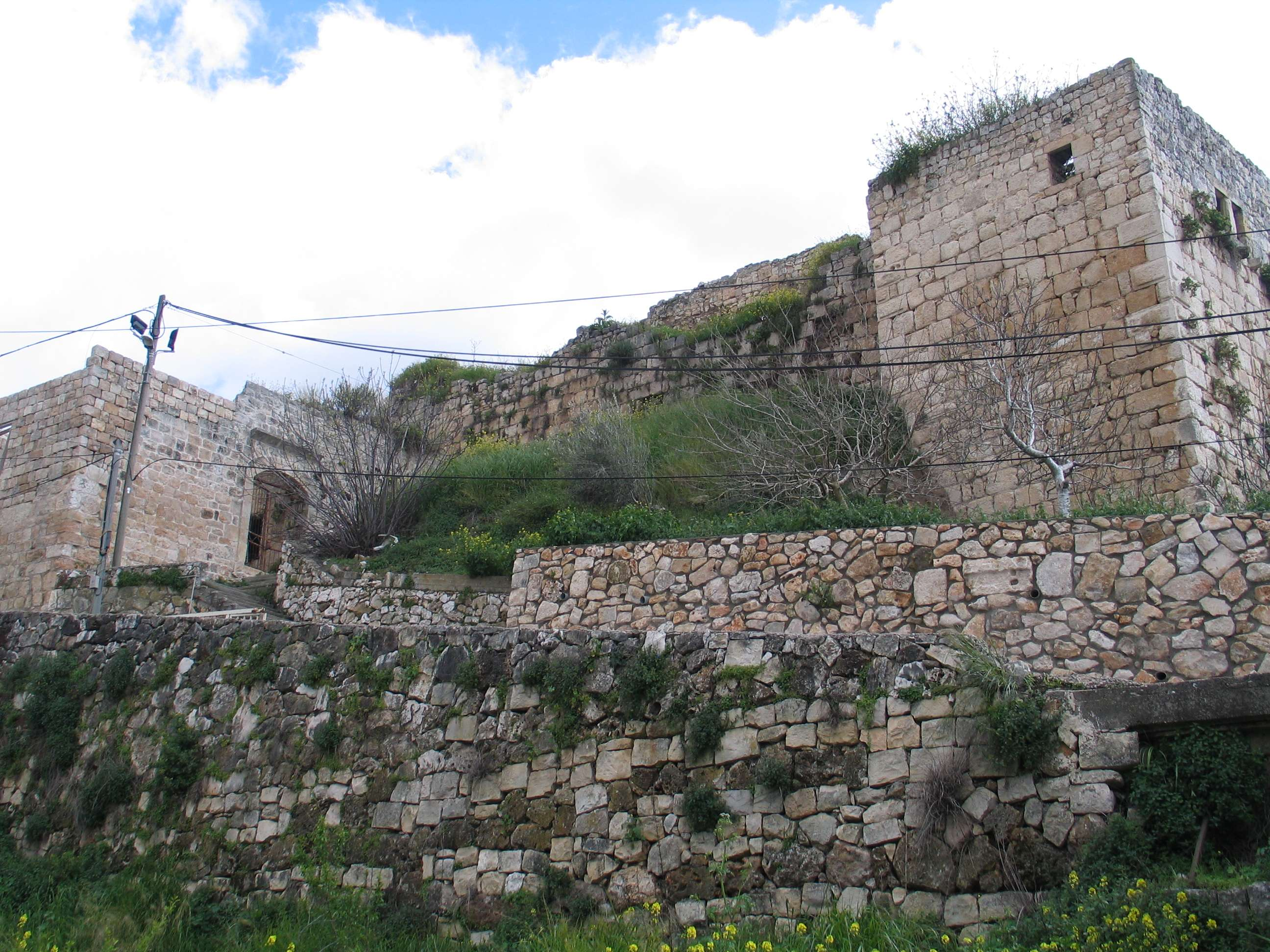
Castelo do Rei, 2009

O castelo dos reis, foi notado pela primeira vez nas fontes dos cruzados em 1160, quando foi provavelmente construído durante o reinado do rei Balduíno III, junto com uma das maiores vinícolas dos estados dos cruzados.
Em 1179, o castelo tinha aparentemente sido reconstruído, como era então chamado de Castellum Novo. Em 1182, Balduíno IV concedeu o castelo a seu tio, Joscelino III. Na época era chamado de "O novo castelo da serra acreana".
Em 1187, o castelo caiu para Saladino, mas logo estava de volta ao controle dos Cruzados. Em 1220, a propriedade passou para os Cavaleiros Teutônicos. No entanto, a importância do castelo de Mi'ilya foi substituída por essa época pelo Castelo de Montfort.
O geógrafo árabe Aldimasqui notou o "belo castelo", e que perto dele era um vale muito agradável, onde cresciam peras almiscaradas e grandes cidras.
Victor Guérin constatou em 1875 que “na parte mais alta da colina avistamos os vestígios de uma antiga fortaleza, ladeada por quatro torres quadradas; restam porções consideráveis, mostrando que foi construída em blocos regulares, alguns planos nivelados e outros gofrados; os últimos foram reservados para os ângulos. As ruínas e o interior desta fortaleza são agora habitados por cerca de vinte famílias, que construíram as suas pequenas habitações no meio dos escombros.” 

### Igreja de Santa Maria Madalena

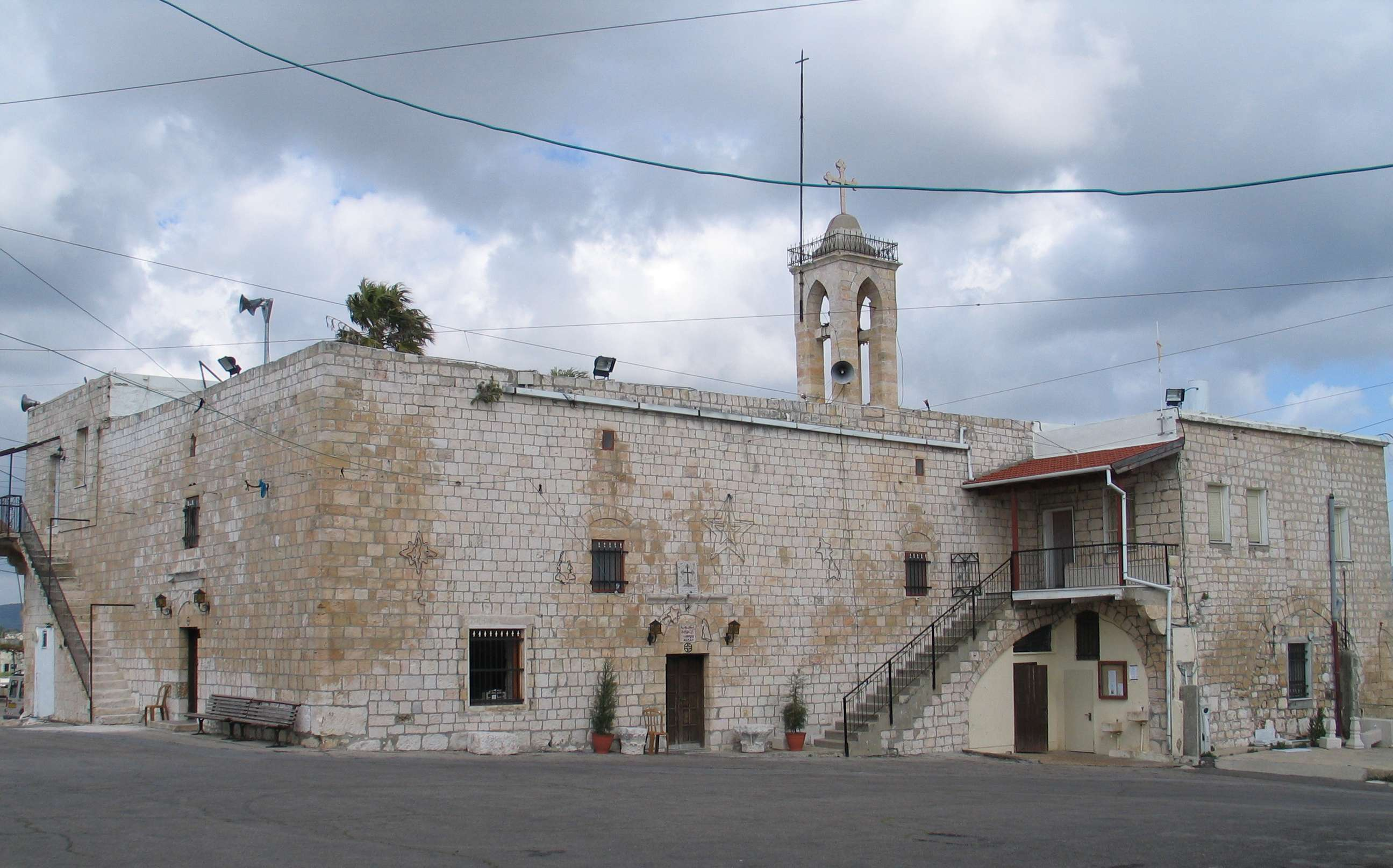
Igreja Mi'ilya

Mariti passou por ali em 1761 e notou "uma igreja antiga, na qual os gregos católicos às vezes prestavam serviço divino".
Victor Guérin a visitou em 1875, e referiu que "Os gregos acabavam de reconstruir a sua igreja sobre as fundações de outra muito mais antiga, que era decorada com colunas monolíticas com capitéis que imitavam as colunas coríntias."